# Dominik Moll
Dominik Moll (Bühl, 7 mei 1962) is een Franse filmregisseur en scenarioschrijver. Hij heeft onder meer zeven langspeelfilms op zijn naam staan, waaronder de meermaals bekroonde thriller Harry, un ami qui vous veut du bien (2000).

## Leven en werk

### Afkomst, opleiding en korte filmregisseur
De vader van Moll was een Duitser, zijn moeder een Française. Hij groeide op in Baden-Baden. Als jongen droomde hij ervan dierendocumentaires te draaien. Hij vertrok naar de Verenigde Staten om er te studeren aan de City University of New York (CUNY). Hij verwezenlijkte er in 1983 The Blanket, zijn eerste korte film, naar een verhaal van Charles Bukowski. Hij ging daarna naar Frankrijk om zijn studies in Parijs voort te zetten aan het Institut des hautes études cinématographiques (IDHEC, in 1988 omgevormd tot La fémis). Hij draaide er meerdere korte films zoals Le Gynécologue et sa secrétaire waarin een dokter zich gehinderd voelde door de volgzaamheid van zijn secretaresse. Aan het IDHEC, waar hij ook les gaf, ontmoette hij de latere filmregisseurs Laurent Cantet en Gilles Marchand met wie hij meermaals samenwerkte als monteur of regieassistent. In het totaal maakte hij zes korte films.

### Filmregisseur van lange speelfilms
In 1993 waagde hij zich aan de lange speelfilm. Het onderwerp haalde hij bij Jean-Paul Sartre, hij verfilmde diens novelle Intimité (uit de novellebundel Le Mur uit 1939). Intimité werd een zoektocht naar verlangens, plezier en zelfontplooiing. Het thema van de psychologische manipulatie, een van zijn geliefkoosde filmonderwerpen, was reeds in de kiem aanwezig. De kritiek onthaalde dit debuut gunstig maar het succes bij het publiek bleef uit. Begin jaren negentig verleende hij zijn medewerking aan twee documentaires van Marcel Ophüls. November Days (1991) was gewijd aan de val van de Berlijnse Muur en Veillées d'armes : histoire du journalisme en temps de guerre (1994) werd opgenomen tijdens twee reizen naar Sarajevo.
Moll wachtte zes jaar om de thriller Harry, un ami qui vous veut du bien (2000), zijn tweede langspeelfilm, te draaien. De prent werd geselecteerd voor het Filmfestival van Cannes en werd in 2001 bekroond met vier Césars. Moll behaalde de César voor beste regisseur en de César voor beste acteur was weggelegd voor Sergi López. De prent oogstte ook veel lof en bijval buiten Frankrijk en betekende de definitieve doorbraak voor López.
In 2005 bracht hij de al even angstaanjagende thriller Lemming die het Filmfestival van Cannes mocht openen. Met Charlotte Gainsbourg, André Dussollier et Charlotte Rampling in de hoofdrollen oogdeCésar) de cast heel ambitieus maar de film deed de kassa heel wat minder rinkelen dan zijn voorganger.
Nog eens zes jaar later realiseerde Moll het drama Le Moine, de derde filmadaptatie van de bekende gothic novel The Monk (1796) van Matthew Lewis. Vincent Cassel vertolkte met brio de tragische neergang van de vrome monnik Ambrosio in het katholieke Spanje van de 18e eeuw. Het succes bleef echter uit.
Weer geruime tijd later verscheen Des Nouvelles de la planète Mars (2016) met François Damiens in de titelrol. Deze komedie was een grote flop aan de filmkassa's. 
De dramatische thriller Seules les bêtes (2019) behandelde het thema van de datingfraude.
Met La Nuit du 12 (2022) leverde Moll zijn vierde thriller af. De film werd gunstig onthaald door de kritiek en door het publiek en verzamelde zes Césars en vijf nominaties voor de Césars. 

## Filmografie als cineast

### Korte films (selectie)
- 1983: The Blanket
- 1987: Le Gynécologue et sa secrétaire

### Langspeelfilms
- 1993 - Intimité
- 2000 - Harry, un ami qui vous veut du bien
- 2005 - Lemming
- 2011 - Le Moine
- 2016 - Des Nouvelles de la planète Mars
- 2019 - Seules les bêtes
- 2022 - La Nuit du 12

### Televisie
- 2013 - Tunnel (serie van drie seizoenen)
- 2019 - Eden (serie van één seizoen)

## Prijzen
- 2000 - Prix Henri Jeanson
- 2001 - Harry, un ami qui vous veut du bien: César voor beste regisseur
- 2023 - La Nuit du 12: César voor beste regisseur, César voor beste film en César voor beste adaptatie

## Nominaties
- 2001 - Harry, un ami qui vous veut du bien: César voor beste film en César voor beste scenario
- 2020 - Seules le bêtes: César voor beste adaptatie

- Biblioteca Nacional de España: XX4618527
- Bibliothèque nationale de France: cb135771523 (data)
- Catàleg d'autoritats de noms i títols de Catalunya: 981058528629306706
- Gemeinsame Normdatei: 139952322
- International Standard Name Identifier: 0000 0001 1953 7017
- Library of Congress Control Number: no2002076638
- Nationale Bibliotheek van Tsjechië: xx0050221
- Nederlandse Thesaurus van Auteursnamen: 224205862
- SNAC: w69b1pq4
- Système universitaire de documentation: 053481135
- Virtual International Authority File: 103275400
- WorldCat: E39PBJyRwJJvQHrt9q7vgvpVmd